# Aceh
Aceh (wym. [ʔaˈtɕɛh]) – specjalne terytorium (daerah istimewa) Indonezji, leżące na północnym krańcu Sumatry. Pełna nazwa terytorium brzmi Nanggroe Aceh Darussalam. Dawniej używano także zapisu w postaci: Acheh, Atjeh lub Achin.

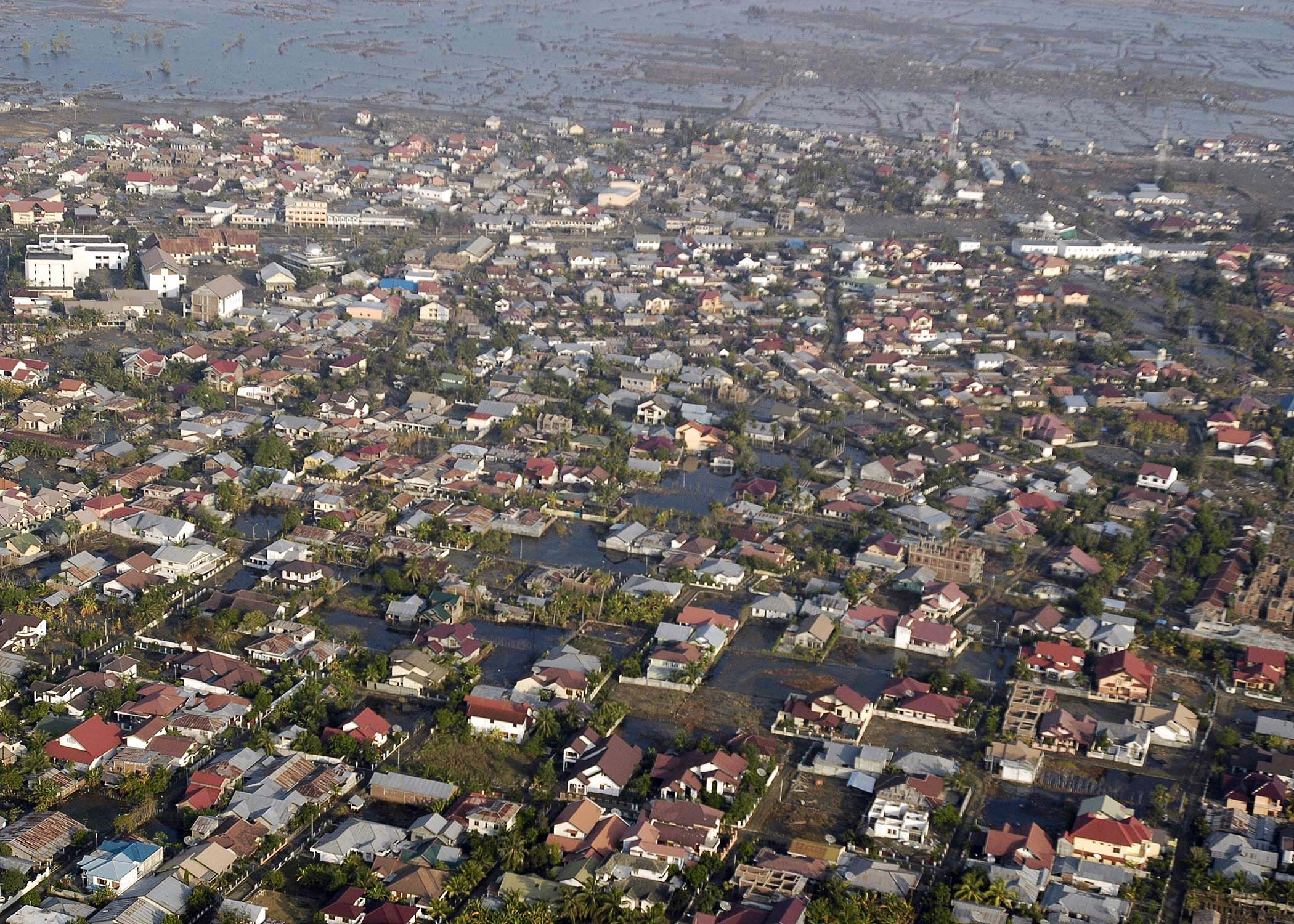
Aceh po uderzeniu tsunami

Liczba ludności terytorium wynosi około 5,3 mln mieszkańców (2019). Stolicą i centrum administracyjnym terytorium jest miasto Banda Aceh.
Ludność terytorium zajmuje się uprawą pieprzu, ryżu, palmy kokosowej, palmy kateszowej, kauczukowca. Ponadto w regionie rozwinął się przemysł rafineryjny.
W latach 1976–2005 toczył się konflikt między armią indonezyjską a lokalnymi rebeliantami z Ruchu Wolnego Acehu. Od wieków mieszkańcy Acehu stawiali silny opór, dawniej wobec holenderskich kolonistów, a następnie rządowi w Dżakarcie. 26 grudnia 2004 zachodnie wybrzeże Acehu, w tym także stolica terytorium, została zniszczone przez fale tsunami, które wywołane zostało przez silne trzęsienie ziemi na Oceanie Indyjskim. Niektóre miasta, m.in. Calang i Teunom liczące oba po ok. 12 tys. mieszk., zostały zmiecione z powierzchni ziemi. W czasie operacji wojskowej wprowadzone zostały ograniczenia w poruszaniu się po terytorium. Rząd indonezyjski zdecydował się jednak otworzyć region, by umożliwić dostęp organizacjom humanitarnym. Ruchy separatystyczne zgodziły się na tymczasowe zawieszenie broni na czas akcji. 15 sierpnia 2005 podpisano w Helsinkach porozumienie pokojowe. Separatyści zgodzili się na rezygnację z żądania niepodległości, a rząd Indonezji obiecał zmienić prawo, tak aby lokalne partie polityczne mogły brać udział w wyborach, co było dotychczas niemożliwe. 11 grudnia 2005 odbyły się pierwsze w historii Indonezji wolne wybory na szczeblu regionalnym. W ich wyniku gubernatorem Acehu został Irwandi Yusuf – były rzecznik separatystów, a jego zastępcą – Muhammad Nazar.

Flaga używana przez separatystów.

Aceh jest jedynym regionem Indonezji, gdzie obowiązuje prawo szariatu. Zaludnienie jest rzadkie (większość tworzą Aczinowie), z dużą przewagą muzułmanów. Prowincja jest objęta statusem autonomii.